# Second hand

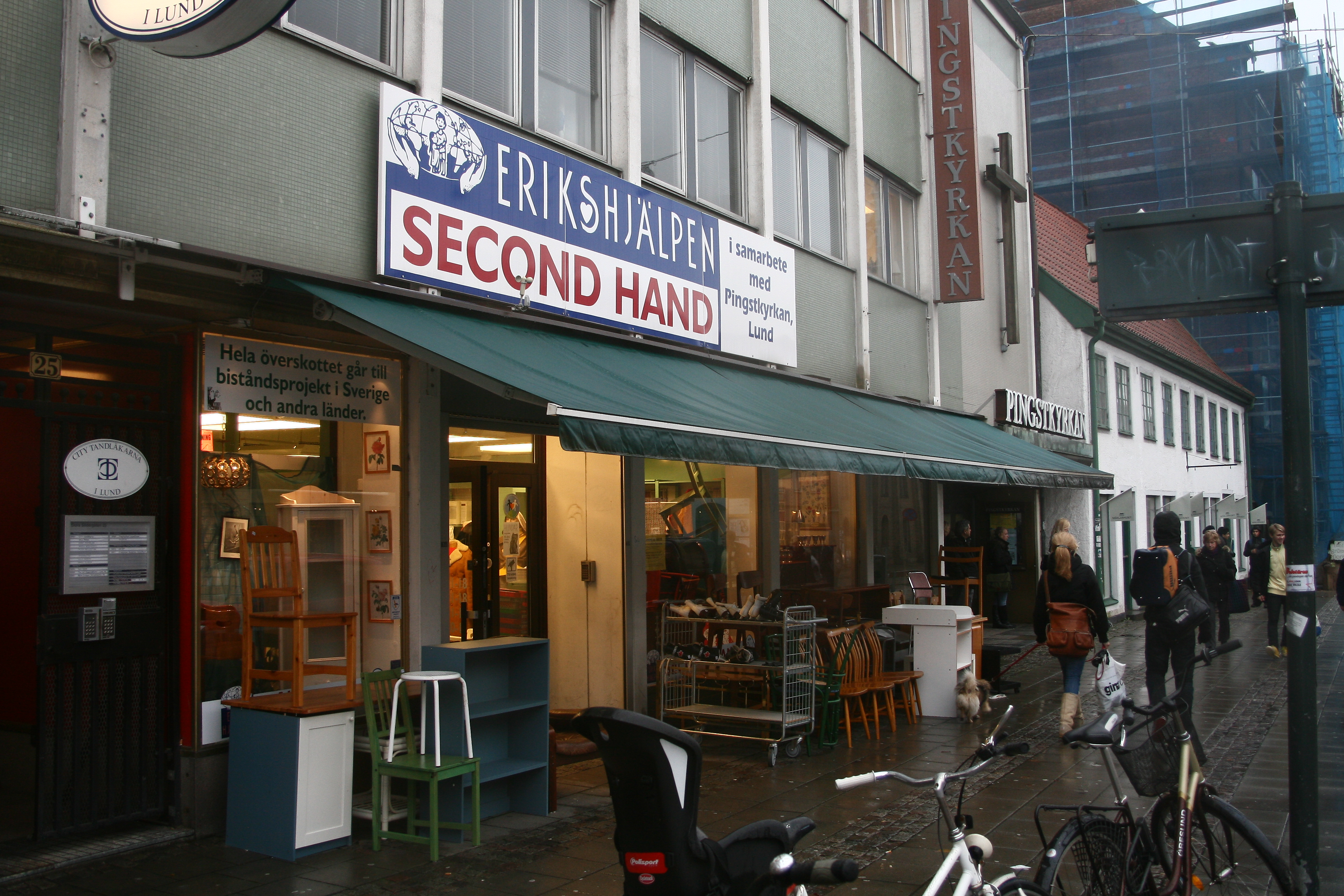
Erikshjälpens second hand-butik i centrala Lund.

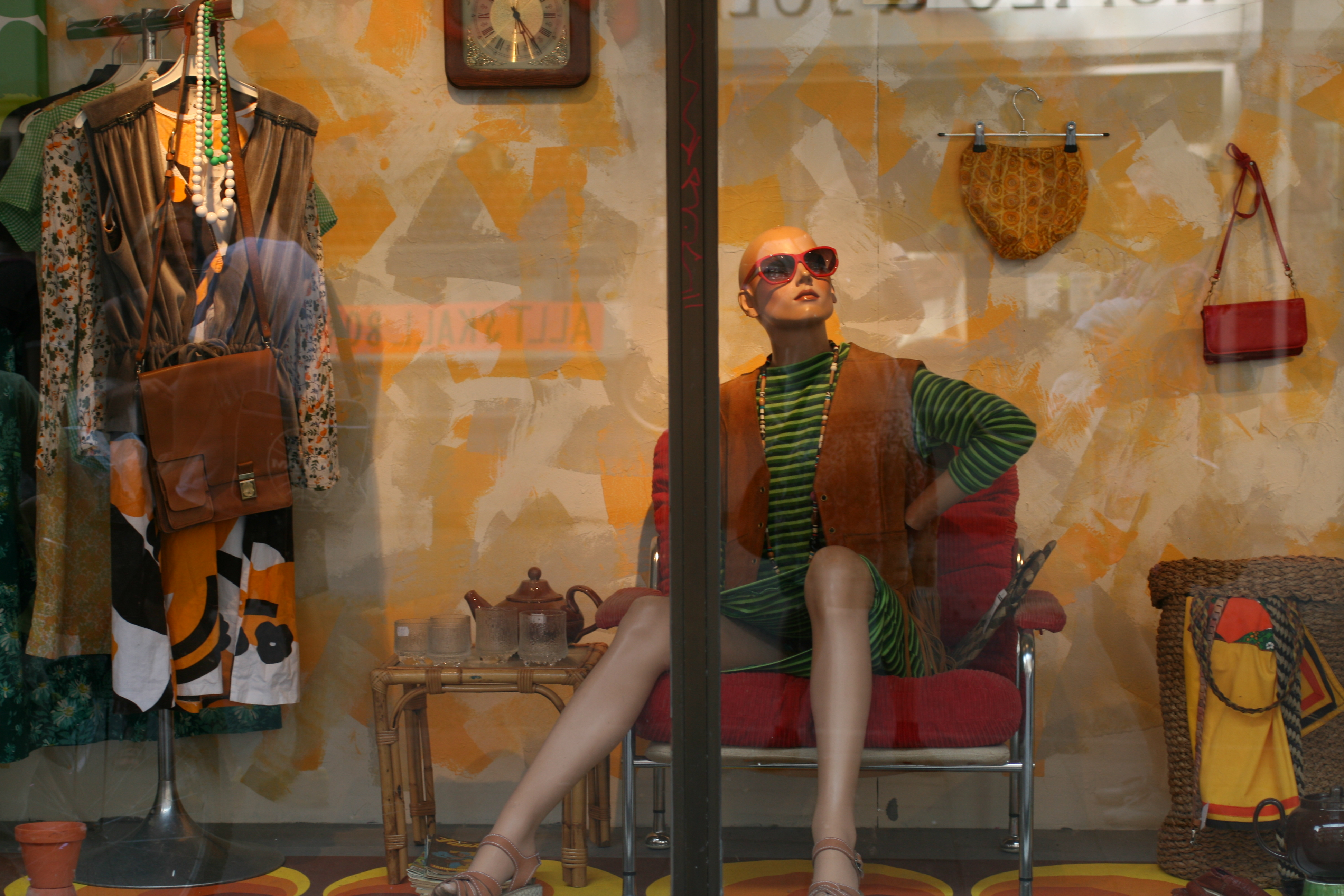
Myrorna i Malmö

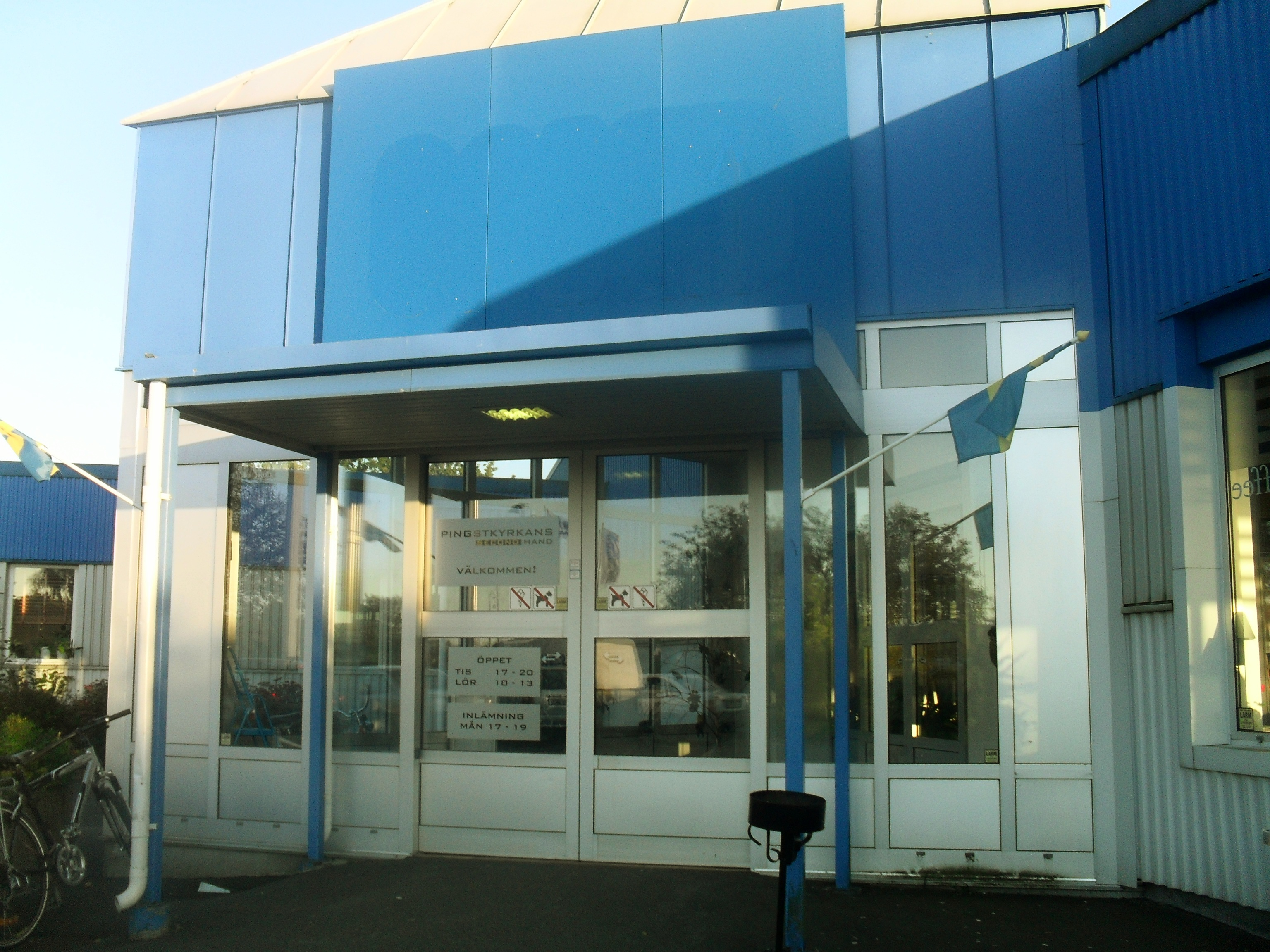
Pingstkyrkans second hand-butik i Falköping. Butiken ligger i en före detta Mio-lokal.

Second hand (även secondhand; engelska för "andra hand") eller andrahandsmarknad är en beteckning för (försäljning av) begagnade eller använda varor, särskilt kläder. En affär som säljer sådana varor kallas second hand-butik, förr Bättre begagnat. För begagnade modekläder av högre kvalitet används ibland den engelska termen vintage, "årgångs-".
Många second hand-butiker drivs av välgörenhetsorganisationer som får sina varor till skänks av privatpersoner och företag. Butiker som ägs av affärsdrivande företag köper vanligen in sina varor eller säljes dessa på kommission. 
Second hand-försäljning har ökat kontinuerligt och flera kedjor hade säljrekord år 2022. Som bidragande faktor lyfts inflationen samt kundernas medvetenhet och intresse för återbruk.

## Välgörenhet
Vissa saker skänks för att de inte behövs eller att det är någon sak som inte passar. Second hand-butiker kan drivas ideellt för att samla in pengar till något välgörande ändamål. Flera second hand-butiker har kopplingar till kyrkor som hjälper till att förmedla överskottet till något välgörande ändamål.
En känd secondhandbutikkedja i Sverige är Myrorna, som drivs av Frälsningsarmén på många platser. Den drivs ideellt, liksom många andra etablerade kedjor som Röda korset, Läkarmissionen, Stadsmissionens second hand, PMU Interlife, Emmaus, Erikshjälpen.  

## Privat regi
Idag sker en trend där allt fler secondhandbutiker öppnas i privat regi. Dessa är ofta välsorterade och mer nischade än de etablerade kedjorna. För dessa butiker används ofta termen vintage.    